# Guillaume Desperrois
Guillaume Desperrois est un maître écrivain parisien du premier quart du XVIIe siècle. Il est cité en 1644 par Pierre Moreau comme l'un des plus habiles de son temps.

## Œuvres
- Advertissement pour ceux qui désirent parvenir à la perfection de l'escriture de finance. Paris : Nicolas Rousset, 1623. 8°, 16 pl. gravées par Jacques Honervogt (Chicago NL, Paris BNF).
- Idem. Paris : Antoine de Vauconsains, 1628. Cité par Mediavilla.